# مو ساندرز
مو ساندرز (بالإنجليزية: Mo Sanders)‏ هو منافس ألعاب قوى أمريكي، ولد في 1971.